# Leptopelis susanae
Leptopelis susanae là một loài ếch thuộc họ Hyperoliidae.
Đây là loài đặc hữu của Ethiopia.
Môi trường sống tự nhiên của chúng là vùng núi ẩm nhiệt đới hoặc cận nhiệt đới, sông ngòi, và rừng trước đây suy thoái nghiêm trọng.
Chúng hiện đang bị đe dọa vì mất môi trường sống.